# Symphonie des Todes
Symphonie des Todes (Originaltitel: Requiem for Murder) ist ein kanadischer Thriller, der 1999 von Douglas Jackson inszeniert wurde.

## Handlung
Die Radiomoderatorin Anne Winslow bekommt Rosen von einem unbekannten Verehrer. Menschen, die sie in der Vergangenheit beleidigt haben, werden mit Gift im Wein getötet; im Hintergrund ist stets die Musik aus der Radiosendung von Winslow zu hören. Detective Lou Heinz, der als Kind ein begabter Pianist war, ermittelt in diesem Fall. Seine Kollegin Samantha Parks unterstützt ihn.
Zeitweise wird der Musikexperte Richard Poe verdächtigt, der jedoch über ein Alibi verfügt. Zu den Verdächtigen gehören auch der Moderator David Scott und der Techniker Ed Fairbanks.
Winslow und Heinz kommen einander näher, daraufhin bedroht der Mörder die Moderatorin. Winslow wird von der Moderation abgezogen, nachdem ihre Rolle in den Medien publik wird.

## Kritiken
Janet Branagan schrieb im Apollo Guide, der Thriller sei nichts für die Fans der Teenagerfilme mit Molly Ringwald. Ringwald sei nicht dieselbe Schauspielerin, die sie einst gewesen sei und wirke als DJ unglaubwürdig. Der Thriller beinhalte viele andere Unglaubwürdigkeiten. Der Film sei nicht schlecht, aber er biete nicht viel Spannung.

## Bemerkungen
Der Thriller wurde in Montreal gedreht.